# Saignon
Saignon es una población y comuna francesa, en la región de Provenza-Alpes-Costa Azul, departamento de Vaucluse, en el distrito de Apt y cantón de Apt.
Está integrada en la Communauté de communes du Pays d'Apt.

## Demografía
| 396 | 521 | 680 | 910 | 1018 | 994 |
| Para los censos de 1962 a 1999 la población legal corresponde a la población sin duplicidades (Fuente: INSEE [Consultar]) |     |     |     |      |     |

El escritor argentino Julio Cortázar (1914-1984) y su esposa Aurora Bernárdez (1920-2014) tuvieron una casita en Saignon.